# Schizomavella perspicua
Schizomavella perspicua är en mossdjursart som beskrevs av Gontar 1982. Schizomavella perspicua ingår i släktet Schizomavella och familjen Bitectiporidae. Inga underarter finns listade i Catalogue of Life.